# Metal Gear Solid 4
Metal Gear Solid 4: Guns of the Patriots (de cele mai multe ori abreviat MGS4) este un joc video de tip „stealth action”. Guns of the Patriots a fost dezvoltat de către Kojima Productions exclusiv pentru platforma de joc PlayStation 3. Este al șaptelea titlu din seria Metal Gear Solid și primul în a patra sa generație. Jocul a fost lansat pe data de 12 iunie 2008 în toată lumea, la zece ani după lansarea primului joc Metal Gear Solid și la douăzeci de ani după lansarea primului Metal Gear în Statele Unite ale Americii.

## Mod de joc
În Metal Gear Solid 4, jucătorul (Old Snake - Șarpele Bătrân) trebuie să parcurgă lumea din joc pentru a progresa, folosind o abordare pe furiș, pe lângă tradiționalul mod combat. Folosește camera third view cu manipulare totală, dar oferă libertatea de a juca în mod first view, cât și o cameră peste umăr ce poate fi mutată de pe umărul drept pe cel stâng, pentru manevre de după colț. Modul de combat de aproape a fost regândit total.
Multe elemente din jocurile precedente au fost reintroduse. Jucătorii pot folosi un nou model de camuflaj numit "Octocamo", ce înlocuiește sistemul de camuflaj din precedentul Metal Gear Solid 3. Costumul bleumarin OctoCamo îi permite celui ce îl poartă să devină una cu mediul înconjurator în doar câteva secunde. Jucătorii pot folosi capacitățile de motion-sensing ale controller-elor Sixaxis/DualShock 3 pentru a reseta OctoCamo la culoarea sa inițială. Old Snake dobândește mai târziu o versiune facială a acestei tehnologii, mărind efectul OctoCamo sau permițându-i să ia înfățișarea altei persoane. Un nou monoclu numit Solid Eye (Ochiul Solid) înlocuiește obișnuitul binoclu și intensificatorul de imagine din titlurile precedente, iar o tobă de oțel completează tradiționala deghizare. E capabilă să respingă gloanțele, poate fi învârtită pentru a izbi inamicii, dar îl poate duce pe Old Snake la o stare asemănătoare grețurilor.
Jocul este plin de flashback-uri (amintiri) (cu toate că nu sunt cut scene-uri, doar poze a unor vechi evenimente, locații, sau personaje) ce fac referire la fapte din precedentele titluri Metal Gear Solid și cum aceste evenimente sau personaje relaționează cu setările din MGS4. Jucătorii pot alege să vizioneze aceste scene apăsând X [O în unele țări]. De asemenea, aceștia pot viziona un scurt raport al misiunii din diferite unghiuri ale camerei.
Old Snake are ca partener și un android, the Metal Gear Mk. II/III, ce îi permite să comunice cu alte personaje, în adiție la sistemul radio CODEC din jocurile precedente. Este, de asemenea, capabil să dezabiliteze inamicii prin șocuri electrice. Acest android amintește de robotul lui Gillian Seed din alt joc produs de Hideo Kojima, Snatcher.
Datorită lipsei vibrațiilor (o parte importanta în jocurile precedente) din controller-ele PS3 în timpul dezvoltării jocului, jocul a fost creat cu o nouă caracteristică: un "Inel al Amenințării" alb, care arată "munți" ce arată inamicii din apropiere. Ca o serie cunoscută pentru folosirea extinsă a capacităților de force feedback (vibrații), când Sony a anunțat introducerea DualShock 3, MGS4 a fost anunțat ca unul din primele mari titluri ce vor folosi capacitățile proaspăt reintroduse.
Viața lui Old Snake joacă un rol mai puțin important în timpul jocului. Dacă este rănit pe câmpul de luptă, taieturi si arsuri ii vor ramane pe piele. Totuși, dezvoltatorii au dorit sa evite concentrarea jocului pe mentinerea in viata a personajului, motiv pentru care acesta foloseste un costum de muschi, permitand jucatorului sa se miste intr-o moda similara precedentelor jocuri din serie.
Old Snake are un nou sistem ce înlocuiește bara de stamina din Metal Gear Solid 3: Snake Eater. Indicele, "Solicitarea", e bazat pe condițiile curente de luptă și regiune. Asta îl poate face pe Old Snake să intre în modul Combat High ce îi imbunătățește semnificativ acuratețea, dar îi scade din damage-ul cauzat. Totuși, acest efect poate dispărea, și îi poate cauza lui Old Snake un colaps. Fumatul îl calmează și îl pune pe picioare. Contorul, "Fizicul" scade ușor în timp, reducând acuratețea lui Old Snake, sau abilitatea sa de regenerare a vieții. Multe obiecte/item-uri din joc—asemeni iPod-ului—vor mări contorul, asemeni consumului de băuturi energizante ReGain, sau folosirea unei comprese pe rănile de pe mușchii lui Old Snake.
De asemenea, există și un radar în josul ecranului, indicând poziția lui Old Snake în raport cu mediul înconjurător. Accesibil din meniul principal, Ferma Virtuala îi permite lui Old Snake să acceseze librăria de arme, precum și un mod de antrenament pentru mișcările sale.

## Acțiune

### Personaje
Personajele din Metal Gear Solid 4 sunt, în mare parte, cele din titlurile anterioare, cu toate că sunt și unele personaje proaspăt introduse. Solid Snake se întoarce ca singurul personaj jucabil, însă a primit numele Old Snake, datorită accelerării vârstei sale. În misiunile sale, Old Snake este asistat de Roy Campbell, fostul său comandant; Otacon, coechipierul său încă de pe vremea primului Metal Gear Solid; Naomi Hunter, femeia de știință ce i-a injectat virusul FOXDIE; Meryl Silverburgh, eroina jocului Metal Gear Solid, acum lidera echipajului Rat Patrol 01, o unitate militară trimisă pentru a investiga activitățile PMC; Mei Ling, fostul analist a lui Snake, acum căpitanul USS Missouri (BB-63); Raiden, protagonistul Metal Gear Solid 2: Sons of Liberty, acum un ninja virtual; Rosemary, fosta prietenă a lui Raiden, care lucrează ca un consilier psiholog acum; și EVA din Metal Gear Solid 3: Snake Eater, acum o lideră a rezistenței, numită Big Mama.
De asemenea, Snake este asistat de Drebin, un spălător de arme acompaniat de maimuța sa, Little Gray (Micuța Gri); Sunny, fiica Olgăi Gurlukovich, care a fost salvată de Patrioți; și ceilalți membri ai echipajului Rat Patrol 01, alcătuit din Ed, al doilea comandant al echipei, omul telecomunicațiilor și lunetist; Jonathan, un soldat matahală; și Johnny, poreclit "Akiba", expertul echipei în tehnologie/electronice. Jonathan și Ed sunt numiți după personajele principale din jocul de aventură publicat de Hideo Kojima în 1994, Policenauts, de unde Meryl a debutat ca un personaj ajutător. Johnny este garda ce a fost dezbrăcată fără apărare de către Meryl în Metal Gear Solid 1.
Antagonistul jocului este Liquid Ocelot, fostul Revolver Ocelot, un agent al Patrioților până când mintea sa a fost posedată de Liquid Snake, ca urmare a unui transplant în mână. De partea lui Liquid Ocelot se află: Vamp, singurul supraviețuitor al celulei Dead din Metal Gear Solid 2; The Beauty and The Beast Corps (Corporația Frumoasa și Bestia); și armata sa privată, alcatuită doar din femei, numită Haven Troops (Trupele Raiuliu). Fantoma lui Psycho Mantis din Metal Gear Solid își face, de asemenea, apariția în joc.
Corporația Frumoasa și bestia servește ca principalul cumul de bossi din Metal Gear Solid 4: Membrii ei sunt Laughing Octopus (Caracatița Zâmbitoare), Raging Raven (Corbul Violent), Crying Wolf (Lupul Plângăcios) și Screaming Mantis (Gândacul -Mantis e un gândac- Urlător). Numele lor de animale fac referire la FOXHOUND din Metal Gear Solid, emoțiile în legătura cu Cobras din MGS3 și armele lor luate de la membrii celulei Dead din MGS2. O analiză mai atentă a lui Screaming Mantis dezvăluie două marionete din precedentele MGS: Psycho Mantis și The Sorrow (Durerea). Toate patru sunt femei ce suferă de un stres post-dramatic și, în consecință, au devenit mașini de război. Aparențele lor interioare sunt cotate ca a fi "Frumoase", în vreme ce aparențele lor exterioare sunt definite prin "Bestii". Patru modele au fost alese pentru apariția lor ca "Frumuseți": Lyndall Jarvis (Laughing Beauty), Scarlett Chorvat (Screaming Beauty), Mieko Rye (Crying Beauty), și Yumi Kikuchi (Raging Beauty). Voice acting-ul personajelor este realizat prin producerea liniilor de către femei, în timp ce o voce masculină interpretează peste vocea feminină, creând un efect de impărțire a vocii.

## Subiect
Aflat în 2014, la cinci ani dupa "Big Shell Incident" (evenimentele capitolului Plant Chapter din Metal Gear Solid 2), Metal Gear Solid 4 ilustrează o lume în care restricțiile militare asupra pământului străin au fost micșorate, umplând nevoia companiilor militare private (PMCs - Private Military Companies) de a lupta în războaie de imputernicire, în scopuri de afaceri. Nanotehnologia a devenit proeminentă, atât pentru a mări capacitațile, cât și pentru a impune loialitate față de mercenari. Nanomașina folosită de Companiile Militare Private este numită "Sons of the Patriots" ("Fiii Patrioților") sau "SOP". Cele cinci cele mai mari Companii (Praying Mantis, Otselotovaya Khvatka, Werewolf, Pieuvre Armement și Raven Sword) sunt deținute de o singură companie-mamă numită Outer Heaven (Raiul Exterior), operate de Liquid Ocelot. Asimilând o armată cu o putere distructivă enormă, Liquid se pregătește să arunce o insurecție, preluând controlul SOP. Cu lumea încă odată în criză, Snake (acum cunoscut ca Old Snake) este trimis în Mijlocul Estic de Roy Campbell pentru a-l învinge pe Liquid. Guns of the Patriots se desfășoară în cinci locații: the Middle East, America de Sud, Europa de Est, Shadow Moses Island și Outer Haven.